# Jiang Xingquan
Dans ce nom, le nom de famille, Jiang, précède le nom personnel.
Jiang Xingquan, (en chinois : 蒋兴权), né en 1940 à Liaoning, en Chine, est un ancien joueur et entraîneur de basket-ball chinois.